# Veronika Marchenko (tir à l'arc)
Ne doit pas être confondu avec Veronika Martchenko.
Pour les articles homonymes, voir Martchenko.
Veronika Marchenko (en ukrainien : Вероніка Сергіївна Марченко), née le 3 avril 1993 à Lviv, est une archère ukrainienne.

## Biographie
Aux championnats du monde de 2014 tenus à Nîmes,Veronika Marchenko, Lidiia Sichenikova et Anastasia Pavlova battent l'Allemagne et obtiennent la médaille d'or,.
Aux jeux européens de Baku en 2015, elle obtient la médaille de bronze.
Elle fait partie de la délégation ukrainienne aux Jeux olympiques de 2016.
Elle gagne la médaille d'or aux Championnats d'Europe de tir à l'arc en salle en 2017.